# ドナル・マクラフリン
ドナル・マクラフリン（Donal McLaughlin、1907年7月26日 - 2009年9月27日）は、アメリカ合衆国の建築家である。国際連合の旗のデザインにおいて重要な役割を果たしたことでも知られる。

## 若年期と教育
マクフラリンは1907年7月26日にマンハッタンで生まれ、ブロンクスで育った。彼が建築の道を選んだのは、シンシナティ美術館などを設計した彼の祖父ジェームス・W・マクフラリンの影響である 。イェール大学に入学し、円形デザインの問題に関する論文を執筆した。1933年にイェール大学建築学部より建築学の学位を取得した。1937年にボウズ芸術デザイン研究所から建築学のディプロマを取得した。

## キャリア

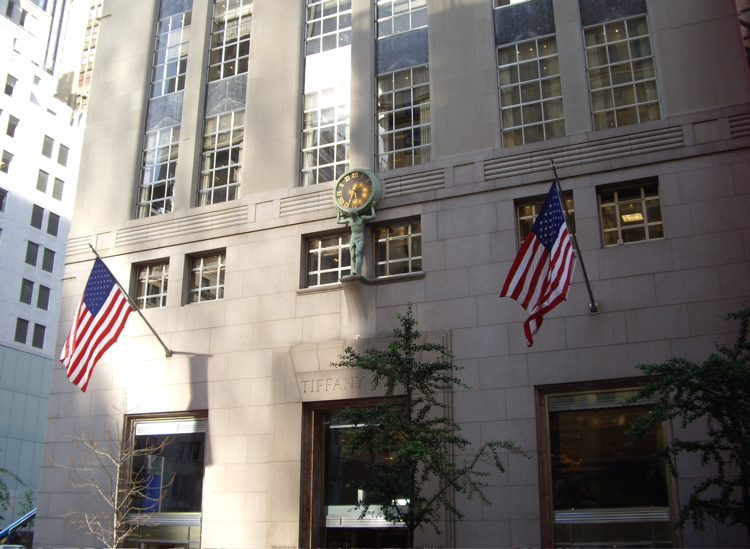
ティファニーの旗艦店

大学卒業後、世界恐慌の厳しい経済状況にもかかわらず、彼はワシントンD.C.の国立公園局に就職することができた。その後、ニューヨークでレイモンド・ローウィ、ウォルター・ドーウィン・ティーグとともに工業デザイン事務所を開設し、1939年のニューヨーク万国博覧会でイーストマン・コダックとUSスチールのパビリオンのデザインを担当した。また、マンハッタンの5番街57丁目にあるティファニーの旗艦店の内装もデザインし、国家歴史登録財に登録されている。
第二次世界大戦中、マクラフリンはCIAの前身の戦略任務局(OSS)に勤務し、そのリーダーであるウィリアム・ドノバン（ワイルド・ビル）の下でグラフィックのチーフとして働いていた。戦時中、彼のグループはビジュアルデザインを用いて、陸軍のオリエンテーションフィルムや、ドイツの列車を脱線させる指示が印刷されたタバコのパッケージなど、理解しやすい情報を提供した。彼のチームは、ニュルンベルク裁判で使用された法廷のデザインや、ナチス戦犯の有罪判決を得るために検察側が使用したビジュアルディスプレイを制作した。

### 国際連合の旗

国際連合の旗

1945年に4月にサンフランシスコで開催されたサンフランシスコ会議の主催者は、代表団を識別するためのピンバッジのデザインを考えていた。アメリカ代表団議長のエドワード・ステティニアス国務長官は、そのデザインが一時的なものではなく国連の恒久的なシンボルになる可能性があることに気づいた。彼はオリバー・リンカーン・ランドクィスト率いる委員会を設立し、マクラフリンが作成したデザインから、葉で囲まれた世界地図で構成されるデザインを開発した。
マクラフリンは仲間のデザイナーとともに9種類ほどのデザインを考えた。デザインは直径1と1/16インチの円形のピンバッジに収まるようにしなければならず、マクラフリンは自身の論文を参考にして、中央から投影をずらすことによって全ての国が収まるようにした。地図は平和を表すオリーブの枝で囲まれており、外縁には会議の名前、場所、日付が書かれている。

## 私生活
1937年にローラ・ネヴィウスと結婚したが、彼女は1998年に亡くなった。彼には2人の娘、1人の息子、6人の孫、3人のひ孫がいた。
マクラフリンは2007年7月26日に100歳の誕生日を迎えた。彼の父も100歳まで生きた。マクラフリンは、30代前半で喫煙と飲酒をやめたと述べ、長生きの秘訣は「仕事や野心で自分を追い込んだことがなかったから」と語った。
マクラフリンは2009年9月27日、食道がんのためメリーランド州ギャレットパークの自宅で102歳で死去した。